# Caetés
Caetés là một đô thị thuộc bang Pernambuco, Brasil. Đô thị này có diện tích 323 km², dân số năm 2007 là 26010 người, mật độ 80,53 người/km².